# Mariano Melgarejo
Manuel Mariano Melgarejo Valencia (Tarata, 13 de abril de 1820 — Lima, 23 de novembro de 1871) foi um militar e político boliviano e presidente de seu país entre 28 de dezembro de 1864 e 15 de janeiro de 1871.
Sendo um dos presidentes bolivianos de maior duração no cargo. Alcançou o poder por um golpe de estado depois de expulsar José María Achá Valiente da presidência. Governou ditatorialmente, exercendo repressão sobre seus adversários e com mais incompetência que qualquer líder boliviano em seu tempo, exerceu uma tenaz represália sobre os opositores e despojou os indígenas de suas terras.
É lembrado especialmente por ter passado grande parte de seu governo reprimindo rebeliões em seu país, no comando de um exército de não mais de 3 mil homens, mas também por ter cedido ao Chile a exploração das minas de salitre do então litoral boliviano. Em 1867, recebeu uma missão diplomática do Brasil, presidida por Felipe Lopes Netto, que em poucos meses de negociação assinou um Tratado de Amizade, Limites, Navegação, Comércio e Extradição em 27 de março de 1867. Esse tratado, o primeiro assinado entre o Brasil e a Bolívia, representou um aumento de 150 mil quilômetros quadrados para o território brasileiro.
Uma de suas mais conhecidas "façanhas" foi a agressão e expulsão do embaixador britânico, em 1870, forçado a montar de costas em um burro, a caminho da fronteira. Pelo ultraje, a Rainha Vitória decidiu, segundo crônicas, "apagar" a Bolívia do mapa, depois desse incidente. Durante seu mandato, exigiu ser tratado pelo título Benemérito da Pátria em grau heroico, general de divisão do Chile, presidente provisório da República da Bolívia e Capitão-General de seus exércitos. Em certa ocasião, ao ver sua imagem refletida em um espelho do palácio, puxou o revólver e disparou contra o objeto, destruindo-o. Após o ato disse: caramba, dicen que nadie te puede matar, mato.
Em 1871, Melgarejo foi derrubado por Agustín Morales Hernández e fugiu para Lima, onde foi assassinado no mesmo ano.